# Zvjezdana Ladika
Zvjezdana Ladika (Karlovac, 28. svibnja 1921. – Zagreb, 17. kolovoza 2004.) bila je hrvatska redateljica, kazališni pedagog i spisateljica.

## Životopis

### Karijera
Rođena je u Karlovcu, ali je u svom ranom djetinjstvu preselila u Varaždin gdje je završila srednju školu. Na zagrebačkom sveučilištu diplomirala je jugoslavensku književnost, francuski jezik i književnost te ruski jezik i književnost.
Nakon završenog studija, vrlo kratko vrijeme radila je kao profesor na srednjoj školi, ali je prekinula taj posao i upisala studij filmske režije u "Filmskom studiju" kojeg je završila 1950. godine. Na Akademiji dramskih umjetnosti diplomirala je kazališnu režiju.
Nakon završenog studija zaposlila se u Zagrebačkom kazalištu mladih kao režiser i kazališni pedagog. Tamo je postavila "Romea i Juliju" Williama Shakespearea kao svoj diplomski rad. U ZKM-u režirala je više od 100 predstava za djecu i mlade i s djecom i mladima.
Tijekom 1956. godine boravila je u studijskom posjetu Pragu, a 1960. u Francuskoj, gdje se kazalište za djecu razvijalo kao kazališna kreativnost djece i mladih.
Sa svojim predstavama sudjelovala je na brojnim kazališnim festivalima u Europi. Njena međunarodna kazališna razmjena uključuje i razmjenu s profesionalnim kazalištem za djecu i mlade u Brnu (Prag, Bratislava, Brno, 1956.)
Zvjezdana je objavila niz radova na temu dječje dramske kreativnosti: samostalno u knjizi "Dijete i kazališna umjetnost", a kao ko-autor pojavljuje se i u knjigama "Kazališne igre", "Dijete i kreativnost" i "Dosadno mi je, ne znam što da radim". Svoje radove objavljivala je u stručnim časopisima i publikacijama u Hrvatskoj i u inozemstvu.
Bila je dugogodišnji član Izvršnog odbora ASSITEJ (međunarodne organizacije kazališta za djecu i mlade), gdje je ostavila neizbrisivi trag svojom aktivnošću direktno utječući na razvoj svjetskog kazališta za djecu i mlade, za što je i proglašena počasnim članom ASSITEJ International.
Jedan je od osnivača kazališta Mala scena 1989. godine, gdje je radila kao redatelj, dramski pisac i voditelj dramskog studija.

### Nagrade
Zvjezdana Ladika je za svoj umjetnički rad bila više puta nagrađivana. Najvažnije nagrade: "Mlado pokoljenje" 1972. za režiju predstave "Mačak Džingiskan i Miki Trasi"; nagrada "Društva dramskih umjetnika" za režiju 1984.; nagrada "Dubravko Dujšin" za dugogodišnji plodan kazališni rad s djecom i omladinom u Zagrebačkom kazalištu mladih 1988.; nagrada "Vladimir Nazor" za životno djelo 1998.

### Smrt
Umrla je 17. kolovoza 2004. u 84. godini života.

## Vanjske poveznice
- Zvjezdana Ladika Hrvatska enciklopedija
- Zvjezdana Ladika, Hrvatski biografski leksikon